# Husseren-Wesserling
Husseren-Wesserling je občina v departmaju Haut-Rhin francoske regije Alzacija.
Leta 1990 je v občini živelo 919 oseb oz. 181 oseb/km².